# تيد ناش (رائد أعمال)
تيد نـاش (بالإنجليزية: Ted Nash)‏ هو رائد أعمال بريطاني، ولد في 21 مارس 1991 في تونتون في المملكة المتحدة.